# 颱風艾瑪 (1974年)
颱風艾瑪（英語：Typhoon Irma，菲律賓大氣地球物理和天文服務管理局：Bidang）是1974年太平洋颱風季中其中一個熱帶氣旋，亦是少數可於12月影響華南沿岸的熱帶氣旋，一度是有紀錄以來使香港天文台及澳門地球物理暨氣象局最晚發出全年最後一個熱帶氣旋警告信號的颱風，紀錄直至47年後才被颱風雷伊打破。

## 發展過程

### 形成初期
一個低壓系統在關島以南的季風槽內發展，並向西移動。其後於11月21日發展成一熱帶低氣壓，並於11月22日晚上增強為熱帶風暴，並命名為艾瑪。

### 長驅直進，穩定增強
艾瑪於11月24日早上增強成颱風，11月27日達到其巔峰強度，當天的飛機探測數據顯示，艾瑪的中心氣壓低至939毫巴，而中心附近的十分鐘平海風速及一分鐘平均風速分別約為每小時165和210公里。此時，艾瑪距離其西方的呂宋島約800公里，以每小時約20公里的速度向西移向呂宋島。
11月28日的上午，艾瑪在呂宋島登陸，為馬尼拉的中心地帶來烈風及暴雨。馬尼拉國際機場錄得每小時94公里的陣風，與此同時，港口地區錄得每小時111公里的偏西陣風。艾瑪於28日中午最接近馬尼拉，並在馬尼拉以北75公里左右掠過。

### 進入惡劣環境，轉趨減弱
艾瑪進入南海後，並減弱為一股強烈熱帶風暴。11月28日晚上，艾瑪以北的高壓有所減弱，引致其南方的東風亦有減弱，艾瑪便轉向西北偏西移動，橫過南海中部。11月29日較後時間，該高氣壓進一步減弱，令艾瑪在30日轉向偏北方移動。同時，艾瑪有輕微的增強。艾瑪於當天晚上橫過西沙，西沙的氣象站在當天晚上8時錄得970.5毫巴的氣壓，並在晚上11時錄得了時速111公里的十分鐘平均風速。

### 罕有路徑，迫近華南
12月1日，艾瑪在海南島以東掠過後，再度減弱。同時艾瑪轉向東北移動，迫近華南沿岸。由於艾瑪對香港構成正面威脅，皇家香港天文台於當天中午 12時45分懸掛一號戒備信號，當時艾瑪集結在香港的西南方約 440 公里。這是當時有紀錄以來最晚懸掛的一號戒備信號。在當天較後時間，由於預料艾瑪會向東北移動，進一步接近香港，因此皇家香港天文台於當天晚上11時正改掛三號強風信號12月2日上午，艾瑪於香港以西不足100公里的華南沿岸登陸。當時，艾瑪的環流已經開始欠缺組織，但仍伴隨著一段當當廣闊的雨帶。當日下午，艾瑪減弱為熱帶低氣壓。當時集結在澳門以北約30公里，艾瑪最後於當晚在香港東北約60公里的廣東省消散。

## 影響

### 英屬香港
當地懸掛最高風球信號： 三號強風信號
- 最接近當地時間：1974年12月2日下午8時（夏令時間，即香港時間+1小時，即UTC+9時區）
- 最接近當地位置：天文台總部之西南偏南約67公里（正面吹襲）[註 1]

由於艾瑪對香港構成正面威脅，皇家香港天文台於12月1日中午12時45分懸掛一號戒備信號，當時艾瑪集結在香港西南約440公里。這一度是有紀錄以來最晚懸掛的一號戒備信號，但紀錄已於47年後被颱風雷伊打破。由於預料艾瑪在當天較後時間會向東北移動，進一步接近香港，因此皇家香港天文台於當天晚上11時正改掛三號強風信號，亦是天文台有紀錄以來唯一一次需於12月發出三號強風信號。當時艾瑪仍然為強烈熱帶風暴並集結在香港西南約330公里。12月2日上午，艾瑪於香港以西不足100公里內登陸。當時，艾瑪的環流已持續減弱，但仍有一道相當廣闊的雨帶影響香港。當日下午，艾瑪減弱為熱帶低氣壓，天文台於當天下午4時除下所有熱帶氣旋警告信號。
由於艾瑪的影響，天文台在 1974 年 12 月 2 日記錄了 177.3 毫米的降雨量。這仍然是有記錄以來 12 月最多雨的一天。

### 葡屬澳門
當地懸掛最高風球信號：  三號風球
- 最接近當地時間：1974年12月2日下午5時（夏令時間，即澳門時間+1小時，即UTC+9時區）
- 最接近當地位置：大炮台山之北約30公里（正面吹襲）[註 2]

12月1日13:00至12月2日09:05 共生效了20小時5分鐘的一號戒備風球，是一度是有紀錄以來最晚懸掛的一號戒備信號，但紀錄已於47年後被颱風雷伊打破。其後在12月2日09:05至12月2日17:00 共生效7小時55分鐘的三號強風信號，此項最遲三號風球紀錄一直未能被後者打破，期間澳門在12月2日中午12時，大炮台一小時平均風力錄得46km/h強風程度。

## 熱帶氣旋警告使用紀錄

### 香港
| 皇家香港天文台 熱帶氣旋警告信號 | 皇家香港天文台 熱帶氣旋警告信號 | 皇家香港天文台 熱帶氣旋警告信號 |
| ------------------------------- | ------------------------------- | ------------------------------- |
| 上一熱帶氣旋                    | 一號戒備信號                    | 下一熱帶氣旋                    |
| 颱風艾琳                        | 一號戒備信號                    | 颱風愛麗斯                      |
| 颱風艾琳                        | 三號強風信號                    | 颱風愛麗斯                      |

## 外部連結
- 1974年熱帶氣旋年刊（页面存档备份，存于），皇家香港天文台
- 民國六十三年北太平洋西部颱風概述（页面存档备份，存于），交通部中央氣象局
- 1974 年颱風艾瑪 回顧 （页面存档备份，存于）
- 超強颱風艾瑪(7430)-影響香港熱帶氣旋路徑圖 （页面存档备份，存于）  ， hktctrack
- 幾個深秋至初冬影響香港的熱帶氣旋回顧 （页面存档备份，存于） ，hkmcc
- 最遲影響本港　艾瑪，柏美娜 （页面存档备份，存于） ，hkcoc
- 香港天文台警告及信號資料庫 ，香港天文台
- Annual Typhoon Report ，JTWC
- Hong Kong Observatory issues No 1 typhoon warning signal as Tropical Storm Rai nears （页面存档备份，存于），youngpost
- 1974 Typhoon IRMA  （页面存档备份，存于）